# トーマス・ホジキン
トーマス・ホジキン（英: Thomas Hodgkin、1798年8月17日 - 1866年4月5日）は、英国の内科医である。存命当時は著名な病理医として知られたが、予防医学の先駆けともなった人物である。現在では、1832年に彼が発見した、悪性リンパ腫の一種・ホジキンリンパ腫でその名を知られている。ホジキンの研究は、病理医が診断過程に積極的に関与するシステム構築に、大きく寄与した。ガイ病院（現キングス・カレッジ・ロンドン）では、トーマス・アディソンやリチャード・ブライトと同僚であった。

## 青春時代
ホジキンは、ジョン・ホジキンの息子として、ミドルセックス・聖ジェームズ教区ペントンヴィルのクエーカー教徒一家に生まれた。彼は、父と同名の兄ジョン・ホジキンから個人教育を受け、1816年にはウィリアム・アレンの個人秘書職を得た。彼の目的は、医学に対するアプローチの1つでもある薬屋の商いを学ぶことだったが、アレンが薬屋として成功していた人物だったにもかかわらず、その目的は果たされなかった。2人は袂を分かち、ホジキンはブライトンで薬局を開いていたいとこ、ジョン・グレーシャーの元へ向かった。彼はまた、同じ名前の大おじから遺産を受け継ぎ、21歳にしてある程度の経済的独立を果たすこととなった。

## 医学教育と渡航

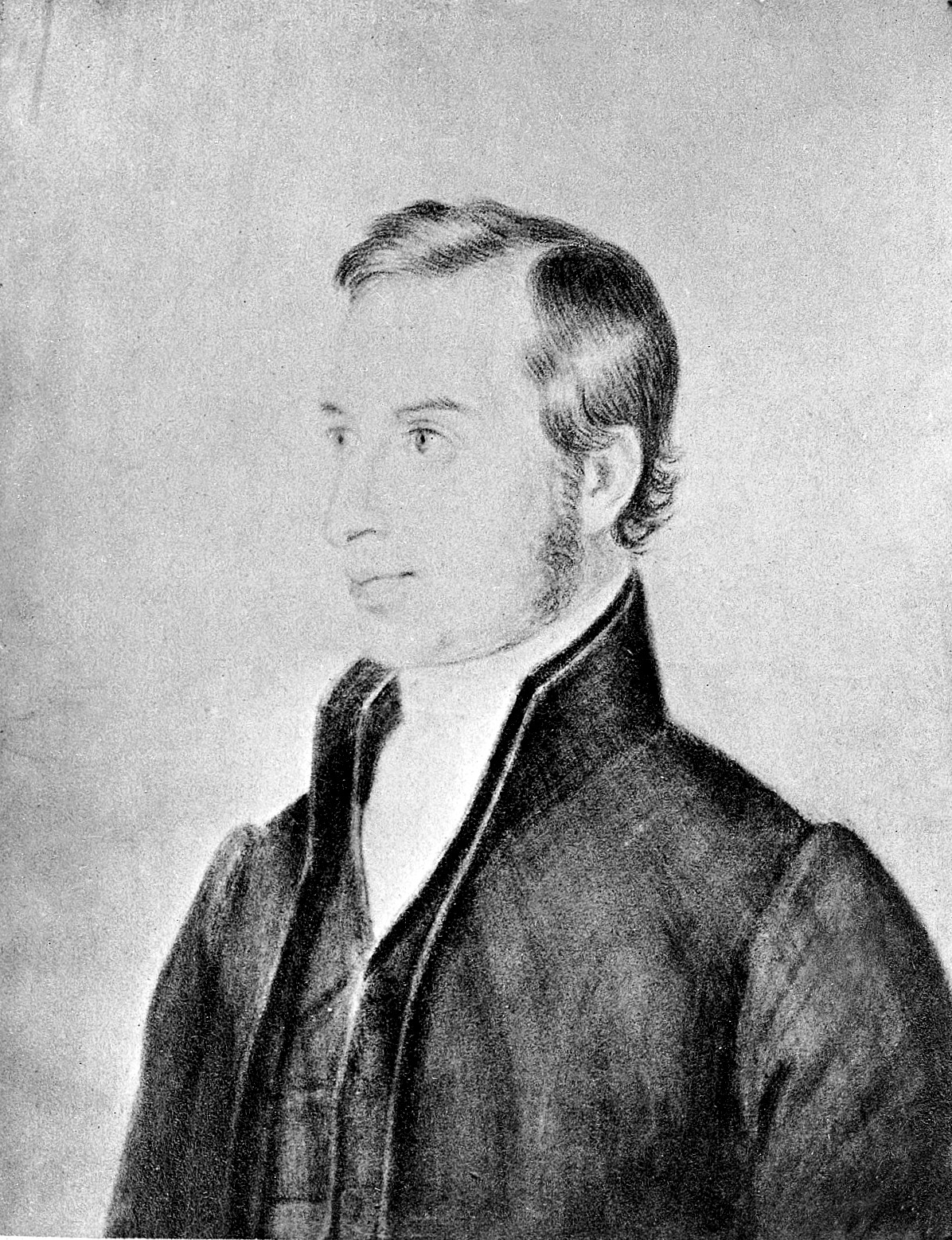
青春期のホジキン

1819年9月、ホジキンは聖トーマス病院・ガイ病院医学学校 (St. Thomas's and Guy's Medical School) （現キングス・カレッジ・ロンドン）に入学した。ここでの1年間、彼は内科・外科両方の病棟実習を行ったほか、アストリー・クーパーなどの講義に出席した。続いて彼はエディンバラ大学に進み、アンドリュー・ダンカンやロバート・ジェイムソンによる博物学の講義に感銘を受けた。脾臓に関する彼の最初の論文はダンカンの講座から出され、友人ブレイシー・クラークの獣医学に関する論文を参考にしたものだった。
1821年、ホジキンはフランスへ渡り、ルネ・ラエンネックが発明したばかりだった聴診器に関する研究を行った。また、ピエール＝シャルル・ルイによる統計的・臨床的アプローチの評価にも取り組んでいる。彼はここで、同じ英国出身のロバート・ノックスやヘレン・マリア・ウィリアムズなどと交際している。1823年にはエディンバラ大学医学学校で、動物の養分吸収に関する生理学機構に関する論文を提出して医学博士号を得ている。
パリでホジキンは、結核に悩まされているロスチャイルド銀行員、ベンジャミン・ソープに出会った。ホジキンは暫く内科医として彼の治療を担当し、ソープはその甲斐あって治癒した。この関係が元で、ホジキンはマイアー・アムシェル・ロートシルトの娘婿エイブラハム・モンテフィオーレと出会うことになった。エディンバラを卒業した後、ホジキンは2人のイタリア旅行に同行している。エイブラハムは深刻な結核に悩まされており（彼は1824年に死去している）、両者の関係は益になるとは言い難いもので、その証拠にホジキンは罷免されている。しかし、エイブラハムの兄モージズ・モンテフィオーレとは、生涯の親交を結ぶことになった。
1824年9月から翌年6月までの長いパリ生活の中で、ホジキンは他の医学者とも親睦を深めている。ホジキンは、パリ生活後の数年間、生理学者のエドワーズ兄弟（ウィリアム・フレデリック・エドワーズとアンリ・ミルン＝エドワーズ）の論文を熱心に勉強している。結局は上手くいかなかったものの、ホジキンは1838年まで、神経学者アシル・ルイ・フォヴィーユを中心とした、南部版のヨーク・リトリートの設立運動に携わっている。

## ガイ病院でのキャリア
帰国したホジキンは検死に携わりながら、1825年にボランティア職員として、翌1826年には付属博物館の学芸員としてガイ病院で働き始めた。彼自身は仕事について、このポストのおかげで病態解剖（英: morbid anatomy）が学べると喜んでいたという。なおこの病態解剖とは、現在の病理解剖にあたるものである。
しかしながらホジキンの病院でのキャリアは、1837年に、横暴な病院理事ベンジャミン・ハリソンと衝突したことで終わりを告げる。ハリソンはホジキンの進歩的な視点と、新設されたユニヴァーシティ・カレッジ・ロンドンへの支援を嫌って立腹した（下記参照）。正反対の内容である2つのインタビューが出され、ハリソンはホジキンを「アシスタント・フィジシャン」（英: Assistant Physician）に昇格させないことについて、彼が直前に病気を患っていたことを理由に弁解した。一方ホジキンの友人たちはこの問題を理事会に提起したが、理事会の意見は辛辣で、待遇改善は望み薄だった。結局、対抗馬のベンジャミン・ガイ・バビントンがこの地位を手に入れ、ホジキンは病気治癒後渋々個人医院に移った。1840年には先住民保護協会代表として、世界反奴隷制度大会に参加している。

## 聖トーマス病院の講師として
病院医療への従事を経て、1842年にホジキンは聖トーマス病院で教鞭を執ることを依頼された。1825年に聖トーマス病院・ガイ病院医学学校 (St. Thomas's and Guy's Medical School) の運営を停止した後、聖トーマス病院は、以前の職員と新しい医学学校を設立していた。ホジキンは依頼を受け入れ、更にマーシャル・ホールやジョージ・グレゴリーを新しい講師として迎え入れている。彼は自分自身でも講義を行い、チャールズ・バーカーとのシリーズ講義も行っている。また、付属博物館の発展と、事例報告を行う医療学会（英: a Clinical Society）を始めるため、ガイ病院での経験を自ら記録している。しかし結果は彼にとって不満足なものだった。ホールは講師としてホジキン以上の人気を博したほか、皮膚病 (en) について講義したグレゴリーは、明晰さで評判となり教科書を書くまでに至った。一方ホジキンが翌年の講義継続を依頼されることはなく、契約はそのまま途切れてしまった。

## 晩年
ホジキンは1850年に、未亡人だったサラ・フランシス・スケイフ（英: Sarah Frances Scaife）と結婚した。2人の間に子供はいなかった。レディ・モンテフィオーレが1862年に死去する直前、ホジキンは、これから彼女の夫モージズ・モンテフィオーレが旅行する際には同行することを約束している。1866年には、モージズ・モンテフィオーレのパレスチナ旅行へ同行している。ホジキンはそこで赤痢にかかり、1866年4月5日に客死した。彼の遺体はヤッファに埋葬されている。

## 興味
ホジキンは他のクエーカー教徒たちと同じく、奴隷制度廃止運動 (en) や、西洋諸国による植民地化が先住民に与える影響の緩和に関心を持っていた。一方で、1820年代・1830年代には、アフリカの解放や植民地化に対する方針の違いを理由として、反奴隷制度協会から手を引いている。1830年代初頭、協会はホジキンの意見の出版を拒んでいる。ホジキンは自身の興味分野について自発的に行動するようになった。

### 民族学
ホジキンは学問分野として確立される前から、自然人類学や現在民族学と呼ばれる文化学に興味を抱いていた。ガイ病院付属博物館の学芸員として、世界中の民族から標本を集めている。1827年には、西アフリカ言語の研究を行っていた宣教師ハナ・キラムを後援する手紙の中で、彼がかねてから温めてきた「文明」論を初めて発表している。ホジキン家はロンドンの文明協会（英: a Civilization Society）で、初期の数年間主導的役割を担っていた。先住民保護協会の設立支援に際して、彼は個別言語こそが人類の起源を知る言語学上の証拠になるのだから、絶滅の危機に瀕している場所では保護されるべきだとの言説を発表した。1835年には、言語学協会にこの話題に関する論文を寄稿し、アンケート調査実施を提案している。
ホジキンにとって、言語とは人種の特色であった。1838年暮れ、彼はパリで W・F・エドワーズと会い、フランスでも先住民保護協会と同様の組織を設立するよう説得した。翌1839年には、エドワーズ自身の考えに従って、パリ民族学協会（仏: Société Ethnologique de Paris）が設立されている。この進展は、1843年にロンドン民族学協会設立に反映されている。この協会は、先住民保護協会から科学的・言語学的関心を理由に分岐し、宣教師活動との関係を断ち切ったものだった。

### アフリカの植民地化
ホジキンはリベリアの独立当初その支援者であり、シエラレオネと比較して好意的に評価していた。エリオット・クレソンやアメリカ植民地協会を支援して、彼はクエーカーや奴隷廃止論者として主流の考えから距離を置いた。1833年に、アメリカの奴隷廃止論者 (en) 、ウィリアム・ロイド・ガリソンがイングランドを訪れた際には、ホジキンはガリソンとクレソンを引き合わせようとしている。ホジキンはクレソンの英国アフリカ植民地協会（英: British African Colonization Society）設立を支援したが、自分自身がクエーカーや内科医としての本来の考えから離れてしまっていることに気付いた。またガリソンやその同士からは、ホジキンに対する個人的非難が寄せられている。

### ハドソン湾会社
ホジキンは1836年から翌1837年にかけて、友人リチャード・キングを通じてブーシア半島やハドソン湾会社に関する運動に参加するようになった。キングは1833年から1835年にかけて、ジョージ・バック大佐の北カナダ探険に参加し、1836年にはこの体験を元に小説を書いている。彼はこの本の中で、1836年から翌37年にかけて、同じ地域を再度探険すると述べ、これがホジキンの参加を後押しした。1841年にはハドソン湾会社の許可証更新が控えていたため、財界も敏感に反応して参加した。キングの小説には、ホジキンが西カナダの先住民に対するハドソン湾会社の無関心について書き留めたことが記載されている。ホジキンは、ガイ病院の会計係であるベンジャミン・ハリソンとハドソン湾会社の活動に参加し、悲惨にも自分の職業人生と行動力を混ぜ合わせてしまった。ハリソンは副社長として会社運営に携わり、議会公聴会でキングと一戦交えたハドソン湾会社の社長、ジョン・ヘンリー・ペリーと姻戚関係を結んでいる。
ハドソン湾会社に籍を置く間も、西カナダ地域の先住民に対するホジキンの関心は続いた。ジョージ・シンプソンとの文通や、先住民保護協会の「内通者」との書簡を通じて、ハドソン湾会社の活動と先住民に対する関心の両方を追求したのである。

## 医学分野での活躍

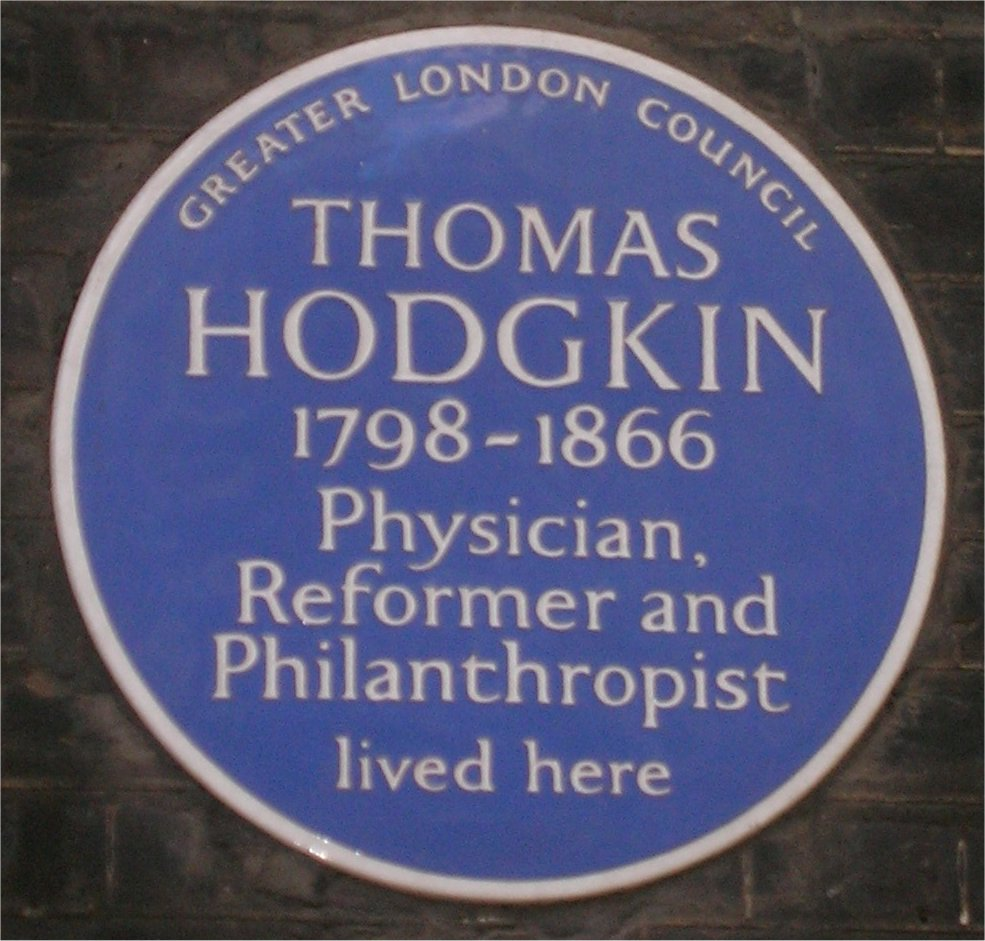
ロンドン、ベッドフォード・スクエアにあるブルー・プラーク

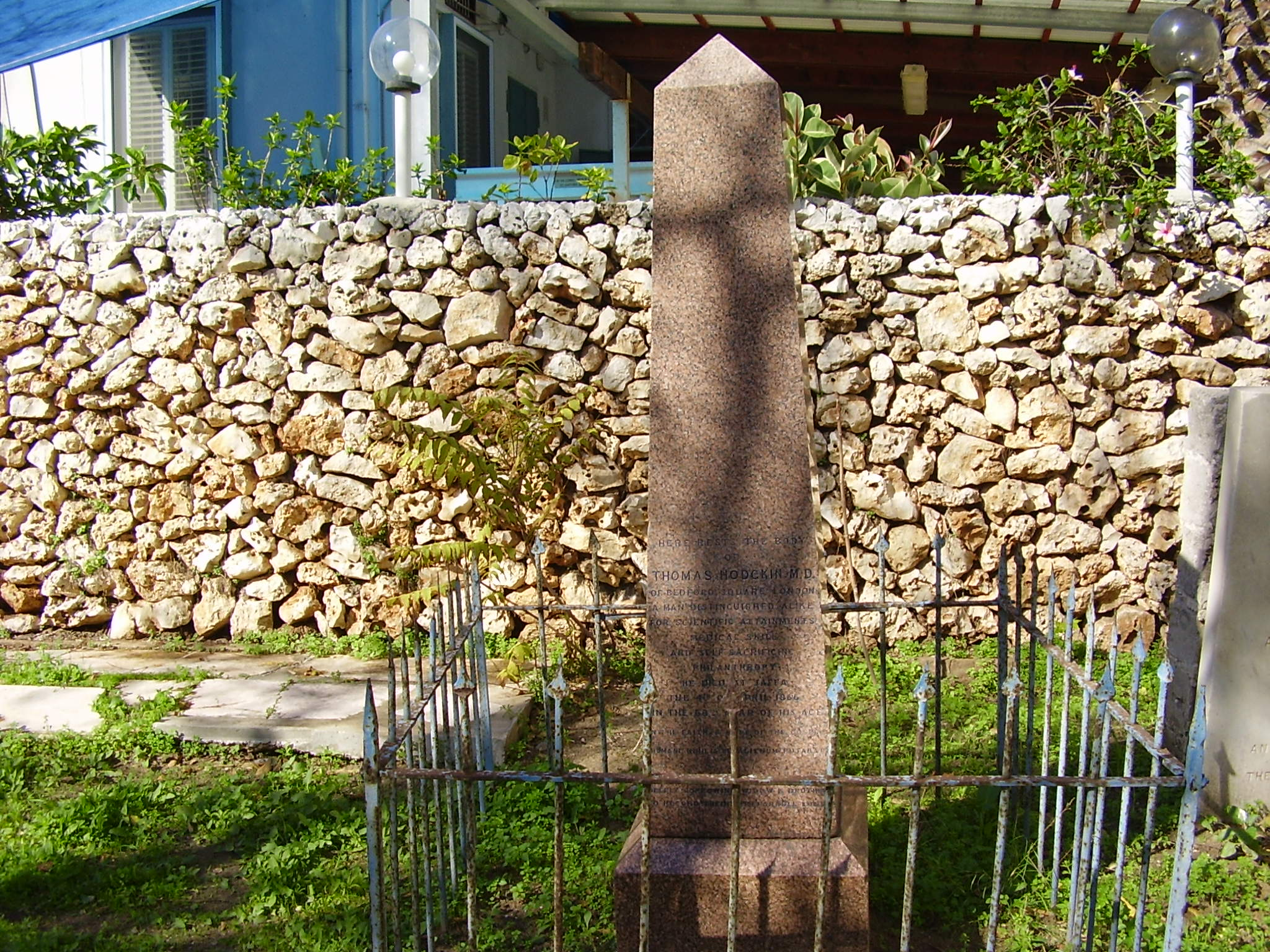
イスラエル・ヤッファにあるホジキンの墓碑

ホジキンは、アクロマート型顕微鏡について1830年に著名な設計案を発表したジョセフ・ジャクソン・リスターと共同研究を行っている。ホジキンとリスターは、リスターの発展させた顕微鏡を使って組織標本に関する研究を発表し、アンリ・ミルヌ＝エドワールなどの唱えた「小球体仮説」（英: the "globule hypothesis"）の立証に挑んだ。彼らは組織内に小球が存在しないと発表したが、エルンスト・ヴェーバーは1830年にこの説を否定し、10年にわたる論争となった。暫くの間顕微鏡術はその評判に悩まされたが、1840年までには組織学が一学問分野として認められるようになり、ホジキンとリヒターの「『小球体』は視覚による人工産物だ」との視点は受け入れられた。1827年に2人が発表した論文は、「近代組織学の興り」と呼ばれている。
1832年にホジキンは、"On Some Morbid Appearances of the Absorbent Glands and Spleen"（訳：吸収性リンパ腺と脾臓の病態所見について）と題した論文で、後に彼の名前が冠された病気・ホジキンリンパ腫を報告している。33年経ってから、この病気を再発見した英国の内科医・サミュエル・ウィルクスによって、彼にこの病気のエポニムが与えられている。この病気は、他の組織に浸潤し、リンパ系や脾臓、肝臓の肥大を起こす悪性腫瘍の一種である。より初期の段階では「ホジキン側肉芽腫」（英: Hodgkin's paragranuloma）、逆により進行した場合には「ホジキン肉腫」（英: Hodgkin's sarcoma）と呼ばれる。
ホジキンは1836年と1840年に、"Lectures on Morbid Anatomy"（訳：病態解剖に関する講義）と称した本を発行している。一方で、彼の病理学教育に対する最大の貢献は、1829年に発行された2巻物の"The Morbid Anatomy of Serous and Mucous Membranes"（訳：漿液性・粘液性膜組織の病態解剖）との本で、近代病理学の古典となっている。
ホジキンは最初期の予防医学擁護者の1人であり、1841年には "On the Means of Promoting and Preserving Health"（訳：健康増進と維持の意義について）との言説を本の形で出版している。初期の観察の中には、急性虫垂炎や、赤血球の両凹性形状、また筋繊維の縞状帯に関する初めての記述が含まれている。
彼は更に、トーマス・フィッシャーと、フランスのウィリアム・フレデリック・エドワーズが書いた文章を翻訳し、"On the Influence of Physical Agents on Life"（訳：物理的因子が生物に与える影響について）を発表している（ロンドン・1832年、フィラデルフィア・1838年） 。エドワーズは生理学の中でも生気論を唱える人物であり、生命体の中で物理力が与える影響を段階を追って研究していた。英語版の文章は翻訳の域を超えるもので、2ダースもの論文をまとめた200ページ以上の補遺を含んだものだった。また、エドワーズの本題からは脱線するものの、彼の一般的なアプローチ方法に関連する、医学や科学の要約が成されたパートが付け加えられていた。この本には、ある種の電気学や気象学に加えて、ホジキンの初期の研究や、リスターとの共同研究が収められていた。更に、1840年にはロンドンで先述の "The Means of Promoting and Preserving Health"（訳：On the Means of Promoting and Preserving Health）を発行し（第2版が翌1841年に発行された）、1847年には"Address on Medical Reform"（訳：医学改善への意見書）を発表している。

## その他の業績
ホジキンのその他の業績としては、 "Biographical Sketches"（伝記スケッチ）が挙げられ、ジェームズ・コウルズ・プリチャード（1849年）や、医療への貢献者ウィリアム・ストラウド（1789年 – 1858年）の伝記を記している。また奴隷解放運動に関する冊子も書いており、1833年から翌1834年にかけて英国アフリカ植民地協会に参加している。

## 偉業を讃えて
彼の自宅があったロンドンのベッドフォード・スクエアにブルー・プラークが設置されている。タスマニア・ホバートにあるフレンズ・スクールは、彼の名前に因んだ4校の1つである。
キングス・カレッジ・ロンドン医学部 (en) のホジキン棟は、ホジキンの名誉を讃えて名付けられた。